# 斯蒂芬·邓恩 (美国诗人)
斯蒂芬·埃利奥特·邓恩（英語：Stephen Elliot Dunn，1939年6月24日—2021年6月24日）是美国诗人和教育家，他共计创作出版了15部诗集。凭借其于2001年发表的诗集《不同的时光（Different Hours）》而获得了普利策诗歌奖及美国艺术暨文学学会所颁发的学院文学奖。除此之外，邓恩还获得了国家艺术基金会创意写作奖（National Endowment for the Arts Creative Writing Fellowships）、古根海姆奖和洛克菲勒基金会奖（Rockefeller Foundations Fellowship）。

## 早年生涯
斯蒂芬·邓恩于1939年6月24日出生于美国纽约皇后区的森林小丘；其父母是查尔斯（Charles）和艾伦（Ellen），而其母亲的娘家姓氏是弗莱施曼（Fleishman）。斯蒂芬高中就读于森林小丘高级中学，并在这里开始喜欢上了打篮球。1957年高中毕业后，他考入霍夫斯特拉大学学习历史学。就读于大学的期间，他在校队霍夫斯特拉骄傲队里担任后卫，并是该队于1959年－1960年赛季打出“23胜1负”队史成绩时的球队成员之一。由于斯蒂芬出色的跳投能力，他在球队时的昵称为“雷达”。
斯蒂芬于1962年从霍夫斯特拉大学毕业，但他仍继续为东部篮球协会的威廉斯波特比利队（Williamsport Billies）打了一个赛季。此后直至26岁，他一直从事广告行业。期间他曾前往西班牙并动笔撰写一部小说，但他最终还是放弃了这部作品。26岁时，斯蒂芬进入雪城大学接受研究生教育；并于1970年获得了创意写作的硕士学位。

## 职业履历
斯蒂芬·邓恩于1974年开始在斯托克顿大学大学任教；同年，他发表了自己首部足本作品集《寻找天花板上的洞（Looking for Holes in the Ceiling）》。斯蒂芬在斯托克顿大学工作了约三十年，他同时还在卫奇塔州立大学、华盛顿大学、哥伦比亚大学、密歇根大学和普林斯顿大学任教。
在他去世前不久，他写完了最后一部作品《尚未堕落的世界（The Not Yet Fallen World）》。这本书原计划于2022年5月出版，并被斯蒂芬·邓恩视为他写得最好的一部作品。

## 个人生活
斯蒂芬·邓恩在1964年与他的首任妻子洛伊斯·凯利（Lois Kelly）结婚，两人共同育有两个孩子：苏珊娜（Susanne）和安德烈（Andrea）。但是他们最后在2001年离婚，而斯蒂芬在第二年就与芭芭拉·赫德（Barbara Hurd）再婚。
斯蒂芬早些年曾住在新泽西州的共和港；但后期他大部分时间则居住在大洋城和芭芭拉的家乡——马里兰州的弗罗斯特堡。
在他的82岁生日上，斯蒂芬病逝世于弗罗斯特堡。而在他过世前，斯蒂芬已经罹患帕金森病。